# Hyperhomala variegata
Hyperhomala variegata är en insektsart som beskrevs av Brunner von Wattenwyl 1898. Hyperhomala variegata ingår i släktet Hyperhomala och familjen vårtbitare.

## Underarter
Arten delas in i följande underarter:
- H. v. ferrugata
- H. v. neptuni
- H. v. ornata
- H. v. variegata